# Berriasiano
| Periodo                                                                                     | Epoca                | Piano          | Età (Ma)    |
| ------------------------------------------------------------------------------------------- | -------------------- | -------------- | ----------- |
| Paleogene                                                                                   | Paleocene            | Daniano        | Più recente |
| Cretacico                                                                                   | Cretacico superiore  | Maastrichtiano | 72,2 ±0,2   |
| Cretacico                                                                                   | Cretacico superiore  | Campaniano     | 83,6 ±0,2   |
| Cretacico                                                                                   | Cretacico superiore  | Santoniano     | 85,7 ±0,2   |
| Cretacico                                                                                   | Cretacico superiore  | Coniaciano     | 89,8 ±0,3   |
| Cretacico                                                                                   | Cretacico superiore  | Turoniano      | 93,9 ±0,2   |
| Cretacico                                                                                   | Cretacico superiore  | Cenomaniano    | 100,5 ±0,1  |
| Cretacico                                                                                   | Cretacico inferiore  | Albiano        | 113,2 ±0,3  |
| Cretacico                                                                                   | Cretacico inferiore  | Aptiano        | 121,4 ±0,6  |
| Cretacico                                                                                   | Cretacico inferiore  | Barremiano     | 125,77      |
| Cretacico                                                                                   | Cretacico inferiore  | Hauteriviano   | 132,6 ±0,6  |
| Cretacico                                                                                   | Cretacico inferiore  | Valanginiano   | 137,05 ±0,5 |
| Cretacico                                                                                   | Cretacico inferiore  | Berriasiano    | 143,1 ±0,6  |
| Giurassico                                                                                  | Giurassico superiore | Titoniano      | Più antico  |
| Suddivisione del Cretacico secondo la Commissione internazionale di stratigrafia dell'IUGS. |                      |                |             |

Nella scala dei tempi geologici il Berriasiano rappresenta il primo dei sei stadi stratigrafici o età in cui è suddiviso il Cretacico inferiore, la prima epoca dell'intero periodo Cretacico.
È compreso tra 145,5 ± 4,0 e 140,2 ± 3,0 milioni di anni fa (Ma), preceduto dal Titoniano, l'ultimo stadio del precedente periodo Giurassico e seguito dal Valanginiano, il secondo stadio del Cretacico inferiore.

## Definizioni stratigrafiche e GSSP
Il Berriasiano fu introdotto nella letteratura scientifica da Henri Coquand nel 1869. Il suo nome deriva da quello del paese di Berrias-et-Casteljau nella regione dell'Ardèche, in Francia. Anche la formazione Purbeck in Inghilterra, di origine non marina, è assegnabile allo stesso stadio e in passato il nome di Purbeck e Wealden furono usati inizialmente per riferirsi alle rocce del Cretacico inferiore.
La base del Berriasiano, nonché dell'intero periodo Cretacico, viene tradizionalmente posta alla prima comparsa della specie ammonitica Berriasella jacobi. 
Il limite superiore del Berriasiano, nonché base del successivo Valanginiano, è fissata dalla prima comparsa negli orizzonti stratigrafici del calpionellide Calpionellites darderi, che è appena al di sotto della prima comparsa della specie ammonitica Thurmanniceras pertransiens. 

### GSSP
Il GSSP, il profilo stratigrafico di riferimento della Commissione Internazionale di Stratigrafia, non è ancora stato fissato (2010), anche se sono in corso discussioni per arrivare ad una corretta definizione del passaggio tra Giurassico e Cretacico.

### Biozone
Nel dominio Tetide, il Berriasiano contiene quattro biozone ammonitiche:
- zona della Thurmanniceras otopeta
- zona della Subthurmannia boissieri
- zona della Subthurmannia occitanica
- zona della Berriasella jacobi

## Paleontologia

### Uccelli
| Aves del Berriasiano | Aves del Berriasiano | Aves del Berriasiano | Aves del Berriasiano | Aves del Berriasiano |
| Taxa                 | Presenza             | Localizzazione       | Descrizione          | Immagine             |
| -------------------- | -------------------- | -------------------- | -------------------- | -------------------- |
| - Gallornis          |                      |                      |                      |                      |
| - Palaeocursornis    |                      |                      |                      |                      |
| - Wyleyia            |                      |                      |                      |                      |

### Crocodilomorfi
| Crocodylomorpha del Berriasiano | Crocodylomorpha del Berriasiano | Crocodylomorpha del Berriasiano | Crocodylomorpha del Berriasiano | Crocodylomorpha del Berriasiano |
| Taxa                            | Presenza                        | Localizzazione                  | Descrizione                     | Immagine                        |
| ------------------------------- | ------------------------------- | ------------------------------- | ------------------------------- | ------------------------------- |
| - Dakosaurus andiniensis        |                                 |                                 |                                 |                                 |
| - Geosaurus                     |                                 |                                 |                                 |                                 |
| - Goniopholis                   |                                 |                                 |                                 |                                 |
| - Lisboasaurus                  |                                 |                                 |                                 |                                 |
| - Steneosaurus                  |                                 |                                 |                                 |                                 |

### Mammiferi
| Mammalia del Berriasiano | Mammalia del Berriasiano | Mammalia del Berriasiano                   | Mammalia del Berriasiano | Mammalia del Berriasiano |
| Taxa                     | Presenza                 | Localizzazione                             | Descrizione              | Immagine                 |
| ------------------------ | ------------------------ | ------------------------------------------ | ------------------------ | ------------------------ |
| * Albionbaatar           |                          | Durlston Bay, Dorset, Inghilterra.         |                          |                          |
| * Bolodon                |                          | Durlston Bay, Dorset, Inghilterra; Spagna. |                          |                          |
| * Ecprepaulax            |                          | Portogallo.                                |                          |                          |
| * Gerhardodon            |                          | Durlston Bay, Dorset, Inghilterra.         |                          |                          |
| * Iberodon               |                          | Portogallo.                                |                          |                          |

### †Ornitischi
| Ornithischia del Berriasiano | Ornithischia del Berriasiano | Ornithischia del Berriasiano                   | Ornithischia del Berriasiano | Ornithischia del Berriasiano |
| Taxa                         | Presenza                     | Localizzazione                                 | Descrizione | Immagine                     |
| ---------------------------- | ---------------------------- | ---------------------------------------------- | --- | ---------------------------- |
| * Echinodon                  |                              | Swanage, Inghilterra.                          | Erbivoro bipede, lungo circa mezzo metro. A differenza della maggior parte degli ornitischi, l'Echinodon aveva due denti caniniformi in entrambe le mascelle. |                              |
| * Hylaeosaurus               |                              |                                                | |                              |
| * Owenodon                   |                              |                                                | |                              |
| * Paranthodon                |                              | Kirkwood Formation, Cape Province, Sud Africa. | Stegosauro lungo quattro metri e alto 1,8 metri, con un cranio simile a quello del Kentrosaurus.                                                              |                              |
| * Valdosaurus                |                              | Isola di Wight, Inghilterra; Niger, Africa.    | Dryosauride |                              |

### †Pterosauri
| Pterosauria del Berriasiano | Pterosauria del Berriasiano | Pterosauria del Berriasiano | Pterosauria del Berriasiano | Pterosauria del Berriasiano |
| Taxa                        | Presenza                    | Localizzazione              | Descrizione                 | Immagine                    |
| --------------------------- | --------------------------- | --------------------------- | --------------------------- | --------------------------- |
| * Eurolimnornis             |                             |                             |                             |                             |
| *Plataleorhynchus           |                             |                             |                             |                             |

### †Sauropodi
| Sauropoda del Berriasiano | Sauropoda del Berriasiano | Sauropoda del Berriasiano | Sauropoda del Berriasiano | Sauropoda del Berriasiano |
| Taxa                      | Presenza                  | Localizzazione            | Descrizione               | Immagine                  |
| ------------------------- | ------------------------- | ------------------------- | ------------------------- | ------------------------- |
| * Algoasaurus             |                           |                           |                           |                           |
| * Galveosaurus            |                           |                           |                           |                           |
| * Turiasaurus             |                           |                           |                           |                           |
| * Xenoposeidon            |                           |                           |                           |                           |
| *Pelorosaurus             |                           |                           |                           |                           |

### †Talattosuchi
| †Thalattosuchia del Berriasiano | †Thalattosuchia del Berriasiano    | †Thalattosuchia del Berriasiano                        | †Thalattosuchia del Berriasiano | †Thalattosuchia del Berriasiano |
| Taxa                            | Presenza                           | Localizzazione                                         | Descrizione                     | Immagine                        |
| ------------------------------- | ---------------------------------- | ------------------------------------------------------ | ------------------------------- | ------------------------------- |
| * Machimosaurus                 | Dal Kimmeridgiano al Valanginiano. | Austria, Inghilterra, Germania, Portogallo e Svizzera. |                                 |                                 |
| * Steneosaurus                  | Attestato sin dal Toarciano.       | Inghilterra, Francia, Germania, Svizzera e Marocco.    |                                 |                                 |

### †Teropodi
| † Theropoda del Berriasiano | † Theropoda del Berriasiano | † Theropoda del Berriasiano | † Theropoda del Berriasiano | † Theropoda del Berriasiano |
| Taxa                        | Presenza                    | Localizzazione              | Descrizione                 | Immaginee                   |
| --------------------------- | --------------------------- | --------------------------- | --------------------------- | --------------------------- |
| - Dromaeosauroides          |                             |                             |                             |                             |
| - Embasaurus                |                             |                             |                             |                             |
| - Nuthetes                  |                             |                             |                             |                             |